# Eunidia lineata
Eunidia lineata là một loài bọ cánh cứng trong họ Cerambycidae.